# بيل بلاك
ويليام باتون «بيل» بلاك الابن (بالإنجليزية: Bill Black)‏ (17 سبتمبر 1926 - 21 أكتوبر 1965) هو موسيقي وقائد فرقة أمريكي راحل وكان أحد رواد موسيقى الروك أند رول. وكان بلاك عازف الكونترباس في فريق إلفيس بريسلي بعد ذلك شكل فريق بيل بلاك كومبو.

## بدايات حياته ومسيرته
ولد بلاك في مدينة ممفيس في تينيسي، وهو ابن سائق ترام في شبكة ترام ممفيس. وكان ويليام البكر بين تسعة أطفال. وكان والده يغني الأغاني الشعبية على البانجو والكمان ليرفه عن أسرته. تعلم ويليام الموسيقى في سن الرابعة عشرة على آلة صنعها والده – علبة سيجار مع لوحة ركبت عليها أوتار. وكان يعزف الإيتار في الحانات في سن السادسة عشرة.
تم وضع بلاك في مركز الجيش الأمريكي في فورت لي في فرجينيا خلال الحرب العالمية الثانية. في هذه الفترة التقى إيفلين، التي كانت تعزف الإيتار وأتت من عائلة موسيقية. تزوج الاثنان في عام 1946 وعادا إلى ممفيس. عمل بلاك في أحد مصانع فايرستون للإطارات.
بدأ بلاك العزف على الدبل باس، واقتبس أسلوب الضرب على الأوتار Bass slap على عازف الباس فريد مادوكس من فريق مادوكس براذرز أند روز. كما كان يؤدي بشخصية هيلبيلي مبالغة بأسنان مصبوغة بالسواد، وقبعة قش.
في عام 1952، كان بلاك يعزف في النوادي والعروض الإذاعية مع عازف الجيتار سكوتي مور. اشترك الاثنان مع موسيقيين آخرين بعزف أغاني هانك ويليامز وريد فولي في فرقة دوغ بويندكستر. كما عزف الاثنان في فريق جوني بورنيت.

## بلو مون بويز

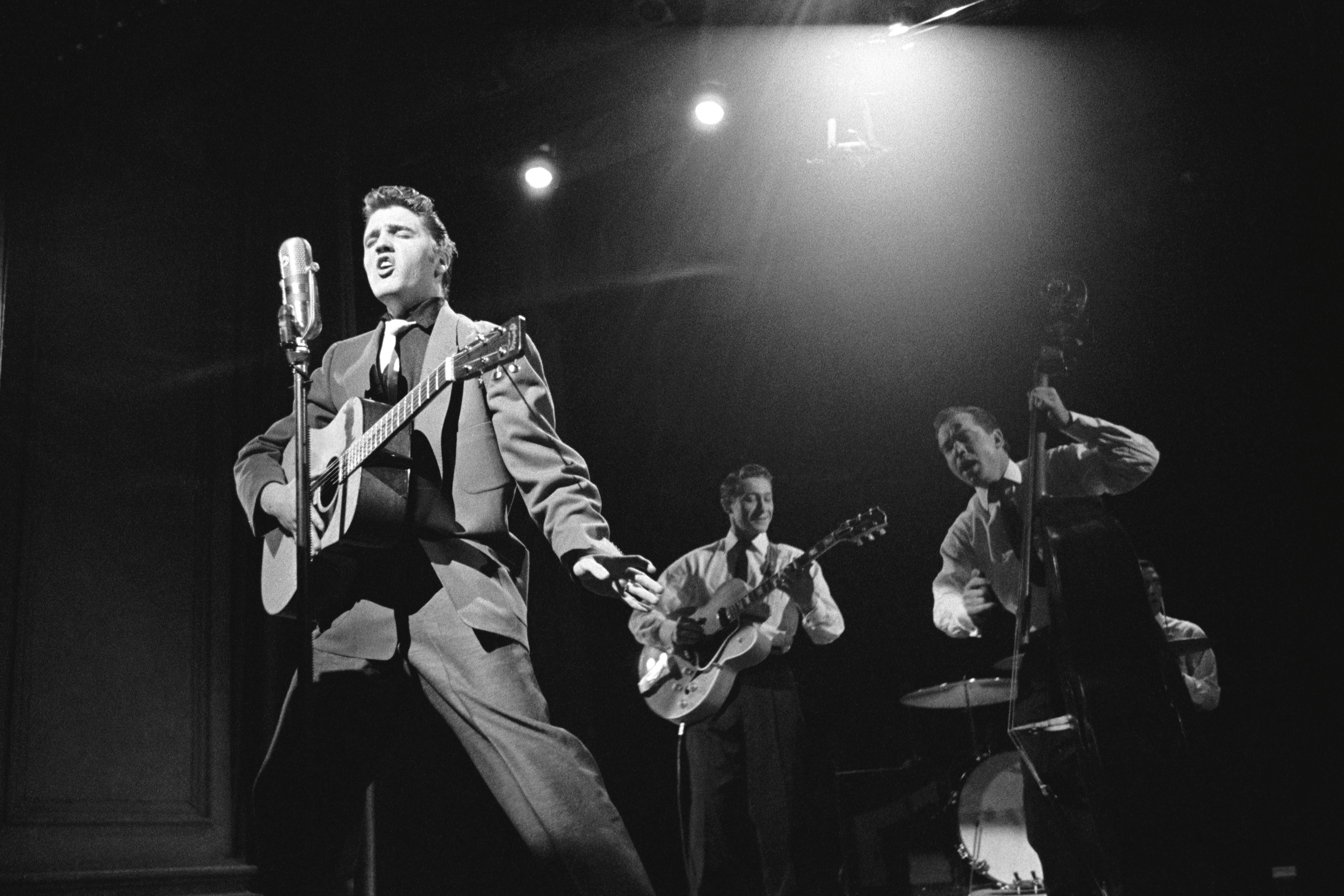
إلفيس بريسلي على المسرح مع سكوتي مور وبيل بلاك

في يوليو 1954، طلب سام فيليبس رئيس صن ريكوردز من بلاك ومور أن يعزفوا خلف إلفيس بريسلي الذي لم يشتهر وقتها. عزف بلاك على الدبل باس فيما عزف مور على الجيتار الكهربائي، في حين عزف إلفيس بريسلي على الإيتار الإيقاعي وتولى الغناء. لم ينبهر الموسيقيان كثيرا بأداء بريسلي، لكنهما اتفقا على أن جلسة التسجيل ستكون مفيدة لاستكشاف إمكاناته.
التقى الثلاثي في استوديوهات صن في 5 يوليو 1954 ليتدربوا ويسجلوا بعض الأغاني. ذكر مور أن أول أغنية سجلوها كانت «آي لاف يو بيكوز»، وقرروا أخذ استراحة بعد عدد من الأغاني الريفية التي لم ينبهر بها الفريق. خلال الاستراحة، بدأ بريسلي يغني أغنية ذاتس أول رايت وهي أغنية بلوز للمغني آرثر كرودوب. فقام الفريق بتسجيل الأغنية بتوزيع سريع بعد الاستراحة.
في اليوم التالي، سجلت المجموعة أربع أغنيات أخرى، بما في ذلك أغنية بلو مون أوف كنتاكي لمغني البلوغراس بيل مونرو، وكانت في الأصل فالس بطيئة. تذكر المصادر أن بلاك هو من بدأ الأغنية، وانضم إليه بريسلي ومور. ومنها أتى اسم الفريق «بلو مون بويز».
أخذ المنتج سام فيليبس عدة نسخ من الأغنية إلى الدي جاي ديوي فيليبس (لا علاقة بينهما) من محطة WHBQ الإذاعية في ممفيس. بدأت الأغنية تصعد تدريجيا على قوائم الأغاني في الجنوب.
أصبح بلاك ومور ثابتين مع بريسلي، وحصلا على 25٪ من عائداته. تم تسجيل الفريق في البداية باسم «إلفيس بريسلي وسكوتي وبيل». وبعد ذلك، أصبح اسمه «إلفيس بريسلي وبلو مون بويز».
على مدى الأشهر الخمسة عشر المقبلة، أصدر الثلاثي خمسة أغاني منفردة، وأقاموا الجولات في أنحاء الجنوب، وظهروا على برنامج لويزيانا هيرايد. كما قدموا اختبارا للظهور على برنامج غراند أول أوبري في أكتوبر 1954، لكنهم أداءهم لم يعجب المسؤولين أو الجمهور، ولم تتم دعوتهم بعدها.
في عام 1955، تم بيع عقد بريسلي لشركة آر سي أيه، وتبعه بلاك ومور إلى هناك. ثم انضم إليهما عازف الطبول دي جاي فونتانا. أقام الفريق العديد من الجولات المكثفة مع إلفيس. اعتمد بلاك على الوصلات الكوميدية وإلقاء النكت التي كان يلقيها لجذب الجماهير، وهو الأمر الذي عرف به منذ بداياته.

## بيل بلاك كومبو
في عام 1959 انضم بلاك إلى مجموعة من الموسيقيين في ما أصبح يعرف بفريق بيل بلاك كومبو. وتكون الفريق من بلاك (باس)، جو لويس هول (بيانو)، ريجي يونغ (غيتار)، مارتن ويليس (ساكسفون)، جيري أرنولد (الطبول). تغير أعضاء الفريق عدة مرات. تم تجنيد يونغ في الجيش، وشغل مكانه هانك هانكينز وتشيبس مومان وتومي كوغبيل. ثم حل أيس كانون محل ويليس على الساكسفون. حل كارل مكفوي محل هول في الاستوديو، بينما حل بوبي إيمونز محله في الجولات.
أصدرت الفرقة مقطوعة بلوز بعنوان «سموكي» على هاي ريكوردز في ديسمبر 1959. ثم أصدرت «سموكي، بارت 2» التي وصلت للمركز 17 على قائمة بلبورد لأغاني البوب، ووتصدرت قائمة الآر أند بي. وبيع منها أكثر من مليون نسخة، وحصلت على تصنيف الذهب من قبل رابطة التسجيل. وتبعتها مقطوعة White Silver Sands ووصلت للمركز التاسع على قائمة أغاني البوب، كما تصدرت قائمة الآر أند بي مثل سابقتها ولمدة أربعة أسابيع.
وصلت ثمانية من تسجيلات الفريق إلى الأربعين الأوائل بين عامي 1959 و 1962. كما قضى ألبومهم Saxy Jazz سنة كاملة في قائمة بيلبورد للألبومات.
ظهر الفريق في فيلم المليونير المراهق عام 1961 وفي برنامج إد سوليفان، حيث أدوا مقطوعات Don't Be Cruel و Cherry Pink و Hearts of Stone، وتم التصويت على مجلة بيلبورد كأفضل فرقة موسيقية لعام 1961.

## لين لو ستوديو
في عام 1962، افتتح بيل بلاك استوديو تسجيل يدعى «لين لو ستوديو» (وسماه على ابنه وابنته) في شارع تشيلسي في ممفيس، وعمل معه لاري روجرز (استوديو 19 في ناشفيل) كمهندس ومنتج.
وفي بدايات العام 1963، أرسل بلاك من مجموعتين إلى خمسة مجموعات مختلفة من الفريق إلى مناطق مختلفة من البلاد في نفس الوقت، في حين ابتعد هو عن الجولات، إذ كان يرغب في التركيز على عمله وأسرته وصحته.

## المرض والوفاة
في عام 1963، انضم بوب تاكر إلى الفريق كمدير للجولات وعازف جيتار وباس.
كان بلاك نفسه مريضا خلال العام ونصف العام الذي سبق ولم يتمكن من السفر مع الفرقة، إلا أنه أصر على أن تستمر بدونه. وكان أحد أهم إنجازات الفريق في عام 1964 عندما كانوا العرض الافتتاحي لفرقة البيتلز (بناء على طلبهم) في جولتهم التاريخية في 13 مدينة في أمريكا بعد ظهورهم في برنامج إد سوليفان. بلاك نفسه لم يكن صحيحا بما يمكنه من السفر في الجولة.
أجري بلاك جراحتين وأقام طويلا في المستشفى، وتوفي بسبب ورم في الدماغ في 21 أكتوبر 1965، وكان بعمر 39 عاما. وقعت وفاته خلال عمليته الثالثة حيث كان يأمل الأطباء أن يستأصلوا الورم نهائيا. دفن بلاك في مقبرة فوريست هيل في ممفيس. انتقد بريسلي لعدم حضوره الجنازة، إلا أنه كان يرى أن وجوده سيحول الجنازة إلى حدث إعلامي. وقرر بدلا من ذلك زيارة الأسرة على انفراد بعد انتهاء خدمته العسكرية ليقدم تعازيه. ذكر أهل بلاك أن بريسلي قال لهم: «إذا احتجتم لشيء فأعلموني فقط وسيكون لكم».
باعت أرملة بلاك حق استخدام اسم بيل بلاك كومبو إلى بوب تاكر ولاري روجرز. غيّرت الفرقة أسلوبها إلى الكانتري عندما انضمت إلى كولومبيا ريكوردز، وحصلت على جائزة بيلبورد لأفضل فرقة كانتري في عام 1976.

## الإرث
قدمت فرقة بيل بلاك كومبو أكثر من 20 ألبوما، وتجولت في الولايات المتحدة وأوروبا وحصل على الجوائز كأفضل مجموعة موسيقية في أمريكا في عامي 1966 و 1967. عمل بوب تاكر كأستاذ لأعمال الموسيقى في جامعة ممفيس في حين يقود الفرقة.
يمتلك عضو البيتلز السابق بول ماكارتني اآلة الدبل باس الخاصة ببلاك، وحصل على الآلة كهدية لعيد ميلاده من زوجته ليندا في أواخر السبعينيات. ويمكن رؤية الآلة في فيديو كليب أغنية Baby's Request لمكارتني. كما يظهر مكارتني في الفيلم الوثائقي In the World Tonight وهو يعزف على الآلة وهو يؤدي أغنية Heartbreak Hotel.
لعب الممثل إليوت ستريت دور بلاك في الفيلم التلفزيوني «إلفيس» من بطولة كورت راسل.
أدى الممثل بليك غيبونز دور بلاك في المسلسل التلفزيوني القصير إلفيس عام 1990 من بطولة مايكل سانت جيرارد.
في عام 2005، لعب كلاي ستيكلي دور بلاك في المسلسل القصير إلفيس عام 2005، بطولة جوناثان ريس مايرز.
في 4 أبريل 2009، تم إدخال بيل بلاك في قاعة مشاهير الروك أند رول.

## ديسكوغرافيا

### ألبومات
| السنة | العنوان                             | أفضل موقع |
| السنة | العنوان                             | أمريكا    |
| ----- | ----------------------------------- | --------- |
| 1959  | "Saxy Jazz"                         | 37        |
| 1960  | "Solid and Raunchy"                 | 23        |
| 1960  | "Let's Twist Her"                   | 35        |
| 1962  | "The Untouchable Sound"             | 47        |
| 1963  | "Big Black Combo Goes West"         | 139       |
| 1964  | "Big Black Combo Goes Big Band"     | 139       |
| 1964  | "Plays Tunes By Chuck Berry"        | 143       |
| 1965  | "Mr. Beat"                          | 143       |
| 1967  | "Bill Black's Greatest Hits"        | 195       |
| 1967  | "Bill Black's Beat Goes On"         |           |
| 1969  | "Solid and Raunchy 3rd"             | 168       |
| 1970  | "Raindrops Keep Fallin on My Head"  | —         |
| 1975  | "World's Greatest Honky-Tonk Band"A | —         |

- Aوصلت للمركز 47 على قائمة ألبومات الكانتري

### الأغاني

#### عقد 1960
| السنة | العنوان                                                                              | أفضل موقع       | أفضل موقع | الألبوم                                       |
| السنة | العنوان                                                                              | بيلبورد هوت 100 | US R&B ‏   | الألبوم                                       |
| ----- | ------------------------------------------------------------------------------------ | --------------- | --------- | --------------------------------------------- |
| 1959  | "Smokie, Part 2" b/w "Smokie, Part 1" (from Smokie)                                  | 17              | 1         | Saxy Jazz                                     |
| 1960  | "White Silver Sands" b/w "The Wheel"                                                 | 9               | 1         | Saxy Jazz                                     |
| 1960  | "Josephine" b/w "Dry Bones" (from That Wonderful Feeling)                            | 18              | —         | Let's Twist Her                               |
| 1960  | "Don't Be Cruel" b/w "Rollin'" (from Greatest Hits)                                  | 11              | 9         | Solid and Raunchy                             |
| 1960  | "Blue Tango" b/w "Willie"                                                            | 16              | —         | Greatest Hits                                 |
| 1961  | "Hearts of Stone" b/w "Royal Blue"                                                   | 20              | 22        | Greatest Hits                                 |
| 1961  | "Ole Buttermilk Sky" b/w "Yogi"                                                      | 25              | —         | Greatest Hits                                 |
| 1961  | "Honky Train"                                                                        | 92              | —         | Movin'                                        |
| 1961  | /"Movin'"                                                                            | 41              | —         | Movin'                                        |
| 1961  | "Twist Her" b/w "My Girl Josephine"                                                  | 26              | —         | Let's Twist Her                               |
| 1962  | "Twistin' 'White Silver Sands'" b/w "My Babe"                                        | 92              | —         | Non-album tracks                              |
| 1962  | "So What" b/w "Blues For The Red Boy" (Non-album track)                              | 78              | —         | The Untouchable Sound of Bill Black's Combo   |
| 1962  | "Joey's Song" b/w "Hot Taco" (Non-album track)                                       | 114             | —         | The Untouchable Sound of Bill Black's Combo   |
| 1963  | "Do It – Rat Now" b/w "Little Jasper" (Non-album track)                              | 51              | —         | Greatest Hits                                 |
| 1963  | "Monkey-Shine" b/w "Long Gone"                                                       | 47              | 47        | Non-album tracks                              |
| 1964  | "Comin' On" b/w "Soft Winds" (Non-album track)                                       | 67              | —         | Bill Black's Combo Plays The Blues            |
| 1964  | "Tequila"                                                                            | 91              | —         | Solid and Raunchy                             |
| 1964  | /"Raunchy"                                                                           | 118             | —         | Solid and Raunchy                             |
| 1964  | "Little Queenie" b/w "Boo-Ray" (Non-album track)                                     | 73              | —         | Bill Black's Combo Plays Tunes By Chuck Berry |
| 1965  | "So What" (Recharted) b/w "Blues For The Red Boy" (Non-album track)                  | 89              | —         | The Untouchable Sound of Bill Black's Combo   |
| 1965  | "Come On Home" b/w "He'll Have To Go"                                                | 124             | —         | More Solid and Raunchy                        |
| 1965  | "Spootin'" b/w "Crazy Feel" (Non-album track)                                        | 135             | —         | Mr. Beat                                      |
| 1966  | "Hey Good Lookin'" b/w "Mountain Of Love"                                            | 124             | —         | All-Timers                                    |
| 1966  | "Rambler" b/w "You Call Everybody Darling"                                           | —               | —         | Black Lace                                    |
| 1967  | "Son Of Smokie" b/w "Peg Leg"                                                        | —               | —         | Non-album tracks                              |
| 1968  | "Turn on Your Love Light"A b/w "Ribbon Of Darkness" (from Bill Black's Beat Goes On) | 82              | —         | Turn On Your Love Light                       |
| 1968  | "Bright Lights, Big City" b/w "Red Light" (Non-album track)                          | —               | —         | Turn On Your Love Light                       |
| 1969  | "But It's Alright" b/w "Slow Action"                                                 | —               | —         | Black With Sugar                              |
| 1969  | "California Dreamin'" b/w "The Funky Train"                                          | —               | —         | Black With Sugar                              |
| 1969  | "Creepin' Around" b/w "Son Of Hickory Holler's Tramp"                                | —               | —         | Solid and Raunchy The 3rd                     |

- Aوصلت للمركز 82 على قائمة أغاني البوب في مجلة RPM الكندية.

#### عقد 1970
| السنة | الاسم                                    | أفضل موقع               | الألبوم                                                   |
| السنة | الاسم                                    | أغاني الكانتري (أمريكا) | الألبوم                                                   |
| ----- | ---------------------------------------- | ----------------------- | --------------------------------------------------------- |
| 1975  | "Back Up and Push"                       | 84                      | World's Greatest Honky-Tonk Band                          |
| 1975  | "Boilin' Cabbage"                        | 29                      | Bill Black Combo* Featuring Bob Tucker* – Solid & Country |
| 1976  | "Fire on the Bayou"                      | 37                      | World's Greatest Honky-Tonk Band                          |
| 1976  | "Jump Back Joe"                          | 100                     | World's Greatest Honky-Tonk Band                          |
| 1976  | "Redneck Rock"                           | 89                      | It's Honky Tonk Time                                      |
| 1978  | "Cashin' In (Tribute to Luther Perkins)" | 96                      | Award Winners                                             |

## وصلات خارجية
- Rockabilly Hall of Fame
- MSN Entertainment نسخة محفوظة 23 يونيو 2004 على موقع واي باك مشين.
- بيل بلاك على موقع IMDb (الإنجليزية)
- بيل بلاك على موقع الموسوعة البريطانية (الإنجليزية)
- بيل بلاك على موقع ميوزك برينز (الإنجليزية)
- بيل بلاك على موقع أول ميوزيك (الإنجليزية)
- بيل بلاك على موقع ديسكوغز (الإنجليزية)
- بيل بلاك على موقع قاعدة بيانات الفيلم (الإنجليزية)
- Blackie – Bill Black & Elvis